# 고산로 (남양주시)
고산로(孤山路)는 경기도 구리시 토평교부터 남양주시 와부읍 덕소리 석실로와의 교차로까지 잇는 도로이다.